# Municipio de Preston Lake
El municipio de Preston Lake (en inglés: Preston Lake Township) es un municipio ubicado en el condado de Renville en el estado estadounidense de Minnesota. En el año 2010 tenía una población de 271 habitantes y una densidad poblacional de 2,7 personas por km².

## Geografía
El municipio de Preston Lake se encuentra ubicado en las coordenadas 44°45′28″N 94°34′1″O / 44.75778, -94.56694. Según la Oficina del Censo de los Estados Unidos, el municipio tiene una superficie total de 100.54 km², de la cual 96,5 km² corresponden a tierra firme y (4,02 %) 4,04 km² es agua.

## Demografía
Según el censo de 2010, había 271 personas residiendo en el municipio de Preston Lake. La densidad de población era de 2,7 hab./km². De los 271 habitantes, el municipio de Preston Lake estaba compuesto por el 91,51 % blancos, el 7,38 % eran de otras razas y el 1,11 % eran de una mezcla de razas. Del total de la población el 9,59 % eran hispanos o latinos de cualquier raza.